# Вождение Сулы
Обряд «Вождение Сулы» (бел.«Ваджэнне Сулы») — особенное проявление весенней обрядности, которое направлено на обеспечение хорошей урожайности на огороде и полях, а также на здоровье всех местных жителей и защиту от природных стихий. Для проведения обряда объединяются деревни Гадичево и Марковичи и их жители. Вождение Сулы происходит на второй день Пасхи и начинается в деревне Гадичево сразу после Пасхальной литургии, проходящей в местной Свято-Екатерининской церкви.

## Происхождение обряда
Истоки регионального обряда «Вождение Сулы» заключаются в архаической эпохе. На современную территорию проживания (среднее Поднепровье и бассейны рек Сож и Десна — территории юго-восточной Беларуси, юго-западной Брянщины (Россия) и северо-восточной Украины) обряд, скорее всего, был принесен племенами радимичей и на протяжении многих веков передавался из поколения в поколение. Первые научные записи обряда были сделаны в 1814—1819 годах Зорианом Доленга-Ходаковским.
Происходил обряд ежегодно на второй день Пасхи — от конца Гадичево, через Марковичи. После завершения обряда там, за деревней, происходило угощение пасхальными блюдами, которые раскладывали на покрывало, лежащее на земле, гуляние с песнями и танцами. В начале 1960-х руководство местной сельского хозяйства недружелюбно относилась к участникам обряда, так как они отказывались работать в праздничный для них день. Во время проведения Сулы в 1967 г. председатель хозяйства стал бить женщин кнутом, чтобы те шли работать. Тогда активная живая традиция была прекращена. Но старшее поколение жителей деревень Гадичево и Марковичи еще до середины девяностых годов собиралась за деревнями, чтобы проводить обряд. Если по состоянию здоровья женщины уже не могли это делать, то собирались возле своих подворий и исполняли обрядовые песни. В 2007 г., после 40-летнего перерыва, ежегодное проведение обряда «Вождение Сулы» было возрождено усилиями местных жителей. Восстановление обряда произошло полностью на основе сведений от старших жителей села Марковичи, Гадичево и Кравцовка, которые принимали в нем участие ранее и помнили его. Изменилась траектория движения Сулы по деревне Марковичи, на что повлияло появление в деревне новых улиц (Лесная, Мира, Калинина и Минская). Стала другим место проведения совместного гуляния после обряда. В 2007—2016 гг., если обряд активно поддерживался руководством местной школы, это была площадка около школы, в 2017—2018 гг. — площадка возле сельского Дома культуры. Участники обряда планируют восстановить завершение обряда за деревней, в поле, с проведением там же танцев и игр.

## Описание обряда
Основные участники — местная молодежь, исполнители обрядовых дей — женщины и девушки, которые одеваются в красивые, по-местному отличительные, самодельные костюмы.
«Сула» в понимании жителей Маркович и Гадичево — это как само обрядовое действо, так и совокупность всех его участников. Слово «сула» имеет различные трактовки значения. Это и движение, течение, река (человеческая река, которая течет по русле улиц), и вид оружия (копье или рогатина).
Вождение Сулы происходит на второй день Пасхи. Начинается в деревне Гадичево сразу после Пасхальной литургии, проходящей в местной Свято-Екатерининской церкви. Женщины и девушки выходят на перекресток дорог возле церкви и заводят древние местные хороводы («танкí») — круговой («Як на нашай вуліцы шырокая возера»), змейкой («крывы»: «А ў крывога танка, да не выведу канца»), хороводы-игры «Чарнабрывы каралёк» и «Падшыбну кабыліцу», во время последнего подбрасывают вверх маленьких девочек с возгласами «Большая расти!», «Здоровая расти!». После все участники обряда становятся в ряды, взявшись под руки, и идут с песней «Як ішла Сула» (линейный хоровод), а затем с частушками и песнями под гармонь в сторону деревни Марковичи. В Марковичах на всех перекрестках дорог, которые попадаются участникам Сулы во время обхода деревни, хороводы повторяются, а движение вдоль дороги сопровождается игрой «Гарэпня», пением «Як ішла Сула», частушками и песнями под гармонь. На всем пути присоединяются все желающие. Завершается обрядовое шествие возле сельского дома культуры, где марковчанка с куличом на полотенце встречает представительницу Гадичево. Праздник заканчивается совместным угощением и гулянием.
Семантика обряда «Вождение Сулы» в Гомельском районе сосредоточена на магической приуроченности ритуальных действий и песен к хорошему урожаю в саду и на полях, а также защите от потусторонних влияний и обеспечении здоровья всех жителей деревни. Местной особенностью является начало обрядов в одной деревне и их завершение в другой, что способствует сплочению людей.

## Функции обряда
1) Эстетическая функция. Ритуал создает самобытный, по-настоящему красивый деревенский праздник: женщины и девушки надевают красочные самодельные костюмы, венки и головные уборы, водят хороводы и поют.
2) Консолидирующая функция. В подготовке и проведении церемонии принимают участие люди разных возрастов и жители соседних деревень, что создает чувство единства и способствует устойчивости местного сообщества.
3) Функция темпорализации культуры. Проведение церемонии в определенное время — на второй день Пасхи — влияет на расчет, понимание и восприятие времени местным сообществом, связывая важные этапы общественной жизни и природные циклы в единый значимый контекст. Постепенно у жителей деревень возрождается и формируется древнее восприятие обряда как священнодействия (и соответственно выделяется сакральная функция), цель которого — способствовать плодородию полей и защищать деревню и людей от различных бед и стихийных бедствий. Они понимают смысл фразы старожилов как заповедь о сохранении обряда: «Чтобы все было у нас плодотворно и молния не поразила нас». Магия обряда в том, что этот период максимально ориентирован на созревание урожая и не приносит вреда людям, посевам и скоту, а также жилью от небесной стихии молнии и огня. Грядущий урожай принесет процветание и обеспечит продолжение рода.
4) Коммуникативная функция. Самостоятельная организация сельского весеннего обряда способствует укреплению семейных отношений и традиций. С раннего возраста дети учатся петь, танцевать, ценить красоту народного искусства, учатся правильно вести себя в церкви и во время обрядов, а также развивают в себе понятие «наследие моей деревни», которое связывает разные поколения живущих с их предками на всю жизнь.